# Partyzany (Krym)
Partyzany (ukr. Партизани, ros. Партизаны, Partizany) – wieś na Ukrainie, w Autonomicznej Republice Krymu (de iure stanowiącej integralną część państwa ukraińskiego, w 2014 anektowanej przez Rosję i odtąd funkcjonującej jako Republika Krymu), w rejonie kirowskim. W 2001 liczyła 1724 mieszkańców, wśród których 195 wskazało jako ojczysty język ukraiński, 1169 rosyjski, 337 krymskotatarski, 3 mołdawski, 9 białoruski, a 11 inny. Według spisu ludności przeprowadzonego przez okupacyjne władze rosyjskie populacja wsi w 2014 wynosiła 1487 osób.